# Hypognatha navio
Hypognatha navio är en spindelart som beskrevs av Levi 1996. Hypognatha navio ingår i släktet Hypognatha och familjen hjulspindlar. Inga underarter finns listade i Catalogue of Life.